# L'Été dernier
L'Été dernier er en fransk film fra 2023 af Catherine Breillat.

## Medvirkende
- Léa Drucker som Anne
- Olivier Rabourdin som Pierre
- Samuel Kircher som Théo
- Clotilde Courau som Mina
- Serena Hu som Serena
- Angela Chen som Angela
- Romain Maricau
- Romane Violeau